# Sincero
Albums par Chayanne
Grandes Éxitos Desde Siempre
Sincero est un album du chanteur portoricain Chayanne. Il est sorti le 26 août 2003.

## Liste des titres
1. Sentada Aquí en Mi Alma
2. Quédate Conmigo
3. Caprichosa
4. Siglo Sin Ti
5. Vaivén
6. Santa Sofía
7. Cuidarte el Alma
8. Mujer de Pedro
9. Al Pan, Pan y Al Vino, Vino
10. No Hay Mas
11. Dulce y Peligrosa
12. Caprichosa [Spanglish]